# 제임스 B. 토렌스
제임스 B. 토렌스(James B. Torrance 1923년 2월 3일~2003년 11월 15일)는 유명한 토렌스 가문으로 스코트랜드의 신학자였다. 애버딘 대학교에서 교수를 하였고 유명한 신학자 토마스 F. 토런스의 동생이며 알랜 토마스의 아버지이다.

## 주된 관점

### 칼빈과칼빈주의
그는 웨스트민스터 신앙고백이 존 칼빈보다 테오도르 드 베즈와 윌리암 퍼킨스로부터 더 많은 영향을 받았다고 주장하였다. 그 이유는 신앙고백의 순서에서 예정설이 차지하는 위치가 창조와 구속을 이해하는 전제조건으로 이해했기 때문이다. 즉, 칼빈의 기독교 강요와 제 2 헬베틱 신앙고백서는 예정설을 기독론과 구원론에 각각 위치하였다는 것이다. 또한 작정교리가 칼빈이후의 개혁주의에게 중심이 되었지, 칼빈에게는 그리스도 중심이었다고 주장하였다.

## 작품

### 저서
- Torrance, James B. (1996). 《Worship, Community and the Triune God of Grace》. The 1994 Didsbury Lectures. London: Paternoster.
- ———; Walls, Roland (1992). 《John Duns Scotus in a Nutshell》. Edinburgh: Handsel Press.

### 논문들
- ———; Barclay, Oliver; Boyd, Robert; MacKay, Donald (1953). 〈The Nature of the Problem〉. 《Where Science and Faith Meet》. London: InterVarsity Press. 7–13쪽. ISBN 978-0851100036.
- “Covenant and Contract, a Study of the Theological Background of Worship in seventeenth-century Scotland”. 《Scottish Journal of Theology》 23: 51–76. 1970.
- “The Contribution of McLeod Campbell to Scottish Theology”. 《Scottish Journal of Theology》 26: 295–311. 1973.
- ——— (1981). 〈The Vicarious Humanity of Christ〉.   Torrance, Thomas F. 《The Incarnation, Ecumenical Studies in the Nicene-Constantinopolitan Creed, AD 381》. Edinburgh: Handsel Press.
- “The Incarnation and 'Limited Atonement”. 《The Evangelical Quarterly》 55 (2): 83–94. 1983.
- “Authority, Scripture and Tradition”. 《The Evangelical Quarterly》 59 (3): 245–251. July 1987.
- ——— (1991). 〈The Doctrine of the Trinity in our Contemporary Situation〉.   Heron, Alasdair. 《The Forgotten Trinity: Selection of Papers Presented to the BCC v. 3: Study Commission on Trinitarian Doctrine Today》. Churches Together in Britain and Ireland.
- ——— (1996). 〈Introduction〉. 《,》. In Campbell, J. McLeod. 《The Nature of the Atonement》. Edinburgh: Handsel Press.

## 같이 보기
- 토렌스 가문